# Andrew Russell, 15.º Duque de Bedford
Andrew Ian Henry Russell, 15.º Duque de Bedford (30 de março de 1962), é um proprietário de terras e nobre britânico. Sua propriedade principal está localizada em Woburn Abbey, em Bedfordshire.

## Biografia
O filho mais velho de Henry Robin Ian Russell, 14º Duque de Bedford, e sua esposa, Henrietta Tiarks, Bedford foi educado em Hall School, em Hampstead e Heatherdown School, perto de Ascot em Berkshire, seguido por Harrow School e Harvard, onde recebeu seu bacharelado. Ele era conhecido como Lord Howland até a morte de seu avô em 2002, quando adotou o título de cortesia de Marquês de Tavistock, anteriormente detido por seu pai.
Em 13 de junho de 2003, ele sucedeu ao ducado de Bedford quando seu pai sofreu um derrame fatal, tornando-se também 15º Marquês de Tavistock, 19º Conde de Bedford, 17º Barão Russell de Thornhaugh e 15º Barão Howland de Streatham.

## Casamento e descendência
Em 16 de outubro de 2000, na Igreja de St Margaret, Westminster, Lord Howland (como era então conhecido) casou-se com Louise Rona Crammond, filha de Donald Ian Crammond.
Eles têm dois filhos:
- Lady Alexandra Lucy Clare Russell (n. 2001)[1]
- Henry Robin Charles Russell, Marquês de Tavistock (n. 2005)

## Títulos e estilo
- 31 de março de 1962 – 25 de outubro de 2002: Lord Howland
- 25 de outubro de 2002 – 13 de junho de 2003: O Mais Honorável Marquês de Tavistock
- 13 de junho de 2003 – presente: Sua Graça, o Duque de Bedford